# Nymphargus pluvialis
Nymphargus pluvialis är en groddjursart som först beskrevs av David Cannatella och William Edward Duellman 1982.  Nymphargus pluvialis ingår i släktet Nymphargus och familjen glasgrodor. IUCN kategoriserar arten globalt som otillräckligt studerad. Inga underarter finns listade i Catalogue of Life.